# Questi sono i 40
Questi sono i 40 (This Is 40) è un film del 2012 scritto e diretto da Judd Apatow.
La pellicola è un poco convenzionale spin-off del film Molto incinta (2007), sempre scritto e diretto da Judd Apatow, che si occupa della crisi di mezza età di Debbie e Pete, ovvero sorella e cognato della protagonista del film precedente.

## Trama
Debbie e Pete sono sposati da quattordici anni. La prima è stressata per aver compiuto da poco quarant'anni, traguardo raggiunto il quale si iniziano a fare bilanci esistenziali. La donna ha una boutique d'abbigliamento, mentre Pete lavora nella sua etichetta discografica, ma gli affari non vanno molto bene.
La coppia è alle prese con le loro figlie, Sadie, una giovane adolescente e Charlotte, di otto anni. Per il compleanno di Debbie, decidono di trascorrere un fine settimana romantico in un resort dove si riaccende la loro passione e tutti i contrasti si appianano. Dopo aver parlato con i suoi amici, Jason e Barb, Debbie decide di migliorare il suo matrimonio e la famiglia attraverso l'esercizio fisico. Questa sua voglia di perfezione finisce, però, con il diventare esasperazione soprattutto per Pete, che invece sta vivendo altri tipi di problemi. Distante dalle dinamiche familiari, Pete non si prende più cura di se stesso, mangia troppi dolci ed è costantemente nervoso a causa della sua attività. Nonostante non sappia più cosa fare, non ha intenzione di informare Debbie su quanto le cose siano messe male e mette in vendita la loro casa senza metterla al corrente. Nel frattempo, Debbie scopre di essere nuovamente incinta: inizialmente sconvolta, decide di non raccontarlo subito a Pete.
Nel frattempo, marito e moglie non fanno altro che litigare per piccole cose, cercando di andare avanti nonostante le evidenti difficoltà economiche. Giunge anche il quarantesimo compleanno di Pete. Durante il party, entrambi litigano l'uno con il padre dell'altro e Pete, contrariato, corre via sulla sua bicicletta. Debbie esce a cercarlo e lo trova a terra, dopo esser andato a sbattere sulla portiera di un'auto e aver preso dei pugni dal proprietario. Debbie porta Pete all'ospedale, dove i due finalmente si riconciliano.

## Produzione
Le riprese del film vengono effettuate a metà 2011.

## Distribuzione
L'uscita nelle sale cinematografiche americane era prevista per il 1º giugno 2012, ma la Universal Pictures posticipa l'uscita al 21 dicembre, per consentire al film Universal Biancaneve e il cacciatore di competere senza rivali della stessa casa contro il film rivale Biancaneve.
In Italia il film è stato distribuito il 4 luglio 2013.

### Trailer
Il primo trailer del film viene pubblicato online il 27 aprile 2012, mentre il secondo il 7 agosto.

### Divieti
Il film viene vietato ai minori negli Stati Uniti d'America per la presenza di contenuti sessuali, umorismo grezzo, linguaggio pervasivo e presenza di droga.

## Premi e riconoscimenti
- 2014 - Empire Awards
  - Nomination Miglior commedia